# گوسفورد (کالیفرنیا)
گوسفورد (به انگلیسی: Gosford) یک منطقهٔ مسکونی در ایالات متحده آمریکا است که در شهرستان کرن، کالیفرنیا واقع شده‌است. گوسفورد ۱۱۱ متر بالاتر از سطح دریا واقع شده‌است.